# Ahmed Touba
Ahmed Touba (Roubaix, 13 maart 1998) is een Algerijns-Belgisch profvoetballer die onder contract ligt bij RKC Waalwijk. Touba speelt kan zowel als linksback of als linkermiddenvelder spelen.

## Clubcarrière
Touba verruilde in 2014 SV Zulte Waregem voor Club Brugge. Bij de Club Brugge werd hij door beloftentrainer Sven Vermant omgeschoold van linksbuiten tot linksachter. Op 1 mei 2017 debuteerde hij in de Jupiler Pro League tegen zijn ex-club Zulte Waregem. Hij verving na 80 minuten linksbuiten José Izquierdo. Club Brugge stond op dat moment 2-1 voor en hield die voorsprong vast tot het einde. Touba kreeg in alle overige wedstrijden van het seizoen speelminuten van trainer Michel Preud'homme.
Omdat hij in het seizoen 2017/18 slechts 196 speelminuten had vergaard onder trainer Ivan Leko, werd Touba op 31 augustus 2018 voor één seizoen uitgeleend aan Oud-Heverlee Leuven. Nadat hij ook daar weinig aan spelen toekwam, leende Club Brugge hem een jaar later opnieuw uit, ditmaal aan de Bulgaarse eersteklasser PFC Beroe. Daar werd hij centraal achterin uitgespeeld.
Na zijn terugkeer uit Bulgarije leek Club Brugge niet echt meer op Touba te rekenen voor de toekomst. De verdediger stapte daarop in augustus 2020 op definitieve basis over naar RKC Waalwijk, waar hij een contract voor drie seizoenen ondertekende. Touba werd meteen een vaste waarde bij RKC, waar hij achterin een centraal duo vormde met Melle Meulensteen. Hij haalde een paar keer het Elftal van de Week van de Eredivisie. Daarnaast kreeg hij vanuit verschillende hoeken lof: zo noemde Pierre van Hooijdonk noemde hem in NOS Studio Voetbal “een onontdekte parel in het rechterrijtje”. Het leverde hem interesse op van onder andere AZ en AFC Ajax op.

## Clubstatistieken
| Seizoen     | Club                | Competitie         | Competitie | Competitie | Competitie | Beker | Beker | Beker | Internationaal | Internationaal | Internationaal | Totaal | Totaal | Totaal |
| Seizoen     | Club                | Competitie         | Wed.       | Dlp.       | Ass.       | Wed.  | Dlp.  | Ass.  | Wed.           | Dlp.           | Ass.           | Wed.   | Dlp.   | Ass.   |
| ----------- | ------------------- | ------------------ | ---------- | ---------- | ---------- | ----- | ----- | ----- | -------------- | -------------- | -------------- | ------ | ------ | ------ |
| 2016/17     | Club Brugge         | Jupiler Pro League | 5          | 0          | 0          | 0     | 0     | 0     | —              | —              | —              | 5      | 0      | 0      |
| 2017/18     | Club Brugge         | Jupiler Pro League | 3          | 0          | 0          | 0     | 0     | 0     | 2              | 0              | 0              | 5      | 0      | 0      |
| Club Totaal | Club Totaal         | Club Totaal        | 8          | 0          | 0          | 0     | 0     | 0     | 2              | 0              | 0              | 10     | 0      | 0      |
| 2018/19     | → OH Leuven         | Proximus League    | 9          | 0          | 0          | 0     | 0     | 0     | —              | —              | —              | 9      | 0      | 0      |
| Club Totaal | Club Totaal         | Club Totaal        | 9          | 0          | 0          | 0     | 0     | 0     | 0              | 0              | 0              | 9      | 0      | 0      |
| 2019/20     | → PFC Beroe         | Parva Liga         | 16         | 0          | 0          | 2     | 0     | 0     | —              | —              | —              | 18     | 0      | 0      |
| Club Totaal | Club Totaal         | Club Totaal        | 16         | 0          | 0          | 2     | 0     | 0     | 0              | 0              | 0              | 18     | 0      | 0      |
| 2020/21     | RKC Waalwijk        | Eredivisie         | 32         | 3          | 1          | 1     | 0     | 0     | —              | —              | —              | 33     | 3      | 1      |
| 2021/22     | RKC Waalwijk        | Eredivisie         | 28         | 0          | 1          | 1     | 0     | 0     | —              | —              | —              | 29     | 0      | 1      |
| Club Totaal | Club Totaal         | Club Totaal        | 60         | 3          | 2          | 2     | 0     | 0     | 0              | 0              | 0              | 62     | 3      | 2      |
| 2022/23     | Istanbul Başakşehir | Süper Lig          | 24         | 0          | 0          | 5     | 0     | 0     | 10             | 1              | 0              | 39     | 1      | 0      |
| 2023/24     | Istanbul Başakşehir | Süper Lig          | 1          | 0          | 0          | 0     | 0     | 0     | 0              | 0              | 0              | 1      | 0      | 0      |
| Club Totaal | Club Totaal         | Club Totaal        | 25         | 0          | 0          | 5     | 0     | 0     | 10             | 1              | 0              | 40     | 1      | 0      |
| 2023/24     | → US Lecce          | Serie A            | 6          | 0          | 0          | 1     | 0     | 0     | 0              | 0              | 0              | 7      | 0      | 0      |
| Club Totaal | Club Totaal         | Club Totaal        | 6          | 0          | 0          | 1     | 0     | 0     | 0              | 0              | 0              | 7      | 0      | 0      |
| 2024/25     | → KV Mechelen       | Eerste klasse A    | 25         | 2          | 0          | 2     | 0     | 0     | 0              | 0              | 0              | 27     | 2      | 0      |
| Club Totaal | Club Totaal         | Club Totaal        | 25         | 2          | 0          | 2     | 0     | 0     | 0              | 0              | 0              | 27     | 2      | 0      |
| TOTAAL      | TOTAAL              | TOTAAL             | 149        | 5          | 2          | 12    | 0     | 0     | 12             | 1              | 0              | 173    | 6      | 2      |

## Interlandcarrière
Touba was in het verleden Belgisch jeugdinternational. In april 2021 liet Belgisch bondscoach Roberto Martínez weten dat Touba van dichtbij opgevolgd werd door de KBVB, hoewel Touba een maand eerder al had laten weten dat hij voor Algerije had gekozen. Op 3 juni 2021 debuteerde Touba voor Algerije in een vriendschappelijke interland tegen Mauritanië.
| Interlands van Ahmed Touba  | Interlands van Ahmed Touba  | Interlands van Ahmed Touba  | Interlands van Ahmed Touba  | Interlands van Ahmed Touba  | Interlands van Ahmed Touba  | Interlands van Ahmed Touba  |
| No.                         | Datum                       | Wedstrijd                   | Uitslag                     | Soort Wedstrijd             | Doelpunten                  |                             |
| Als speler bij RKC Waalwijk | Als speler bij RKC Waalwijk | Als speler bij RKC Waalwijk | Als speler bij RKC Waalwijk | Als speler bij RKC Waalwijk | Als speler bij RKC Waalwijk | Als speler bij RKC Waalwijk |
| --------------------------- | --------------------------- | --------------------------- | --------------------------- | --------------------------- | --------------------------- | --------------------------- |
| 1.                          | 3 juni 2021                 | Algerije – Mauritanië       | 1– 0                        | Vriendschappelijk           | -                           |                             |
| Totaal                      | Totaal                      | Totaal                      | Totaal                      | Totaal                      | -                           |                             |

Bijgewerkt tot 21 juni 2021

## Erelijst
| Landskampioen België | 1x | 2017/18 |
| Belgische Supercup   | 1x | 2018    |